# Siphocampylus westinianus
Siphocampylus westinianus là loài thực vật có hoa trong họ Hoa chuông. Loài này được (Thunb.) Pohl miêu tả khoa học đầu tiên năm 1831.